# Polanica-Zdrój
Polanica-Zdrój [pɔla'ɲiʦa 'zdruɪ̯] (deutsch ab 1925 Altheide-Bad, vorher umgangssprachlich Bad Altheide; tschechisch Starý Bor, Staré Pustiny bzw. Stará Hejda) ist ein Kurort im Powiat Kłodzki der Woiwodschaft Niederschlesien in Polen.

## Geographische Lage

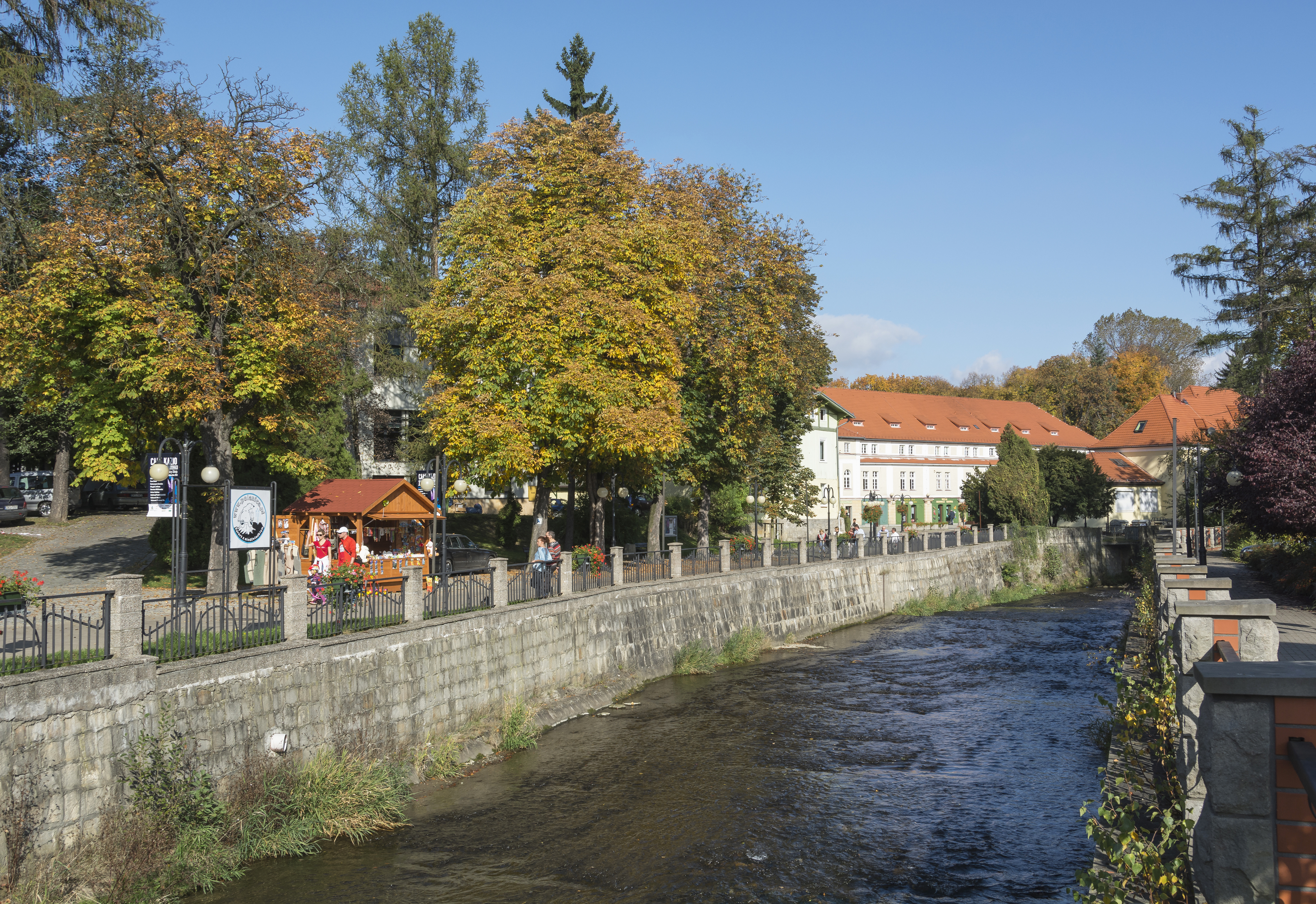
Stadtpanorama an der Reinerzer Weistritz

Polanica-Zdrój liegt zwölf Kilometer südwestlich der Kreisstadt Kłodzko (Glatz) am Südhang des Heuscheuergebirges. Es wird von der Reinerzer Weistritz (polnisch Bystrzyca Dusznicka) durchflossen, deren Uferstraße die Kurpromenade bildet. Durch seine windgeschützte Lage und die waldreiche Umgebung hat es ein mildes und gesundes Klima. Westlich erstreckt sich das Höllental (Piekielna Dolina), welches geographisch das Heuscheuer- und das Habelschwerdter Gebirge trennt.
Ortsteile von Polanica-Zdrój sind die ehemals selbständigen Ortschaften:
- Nowy Wielisław (Neuwilmsdorf)
- Polanica Górna (Neuheide)
- Sokołówka (Falkenhain)

## Geschichte

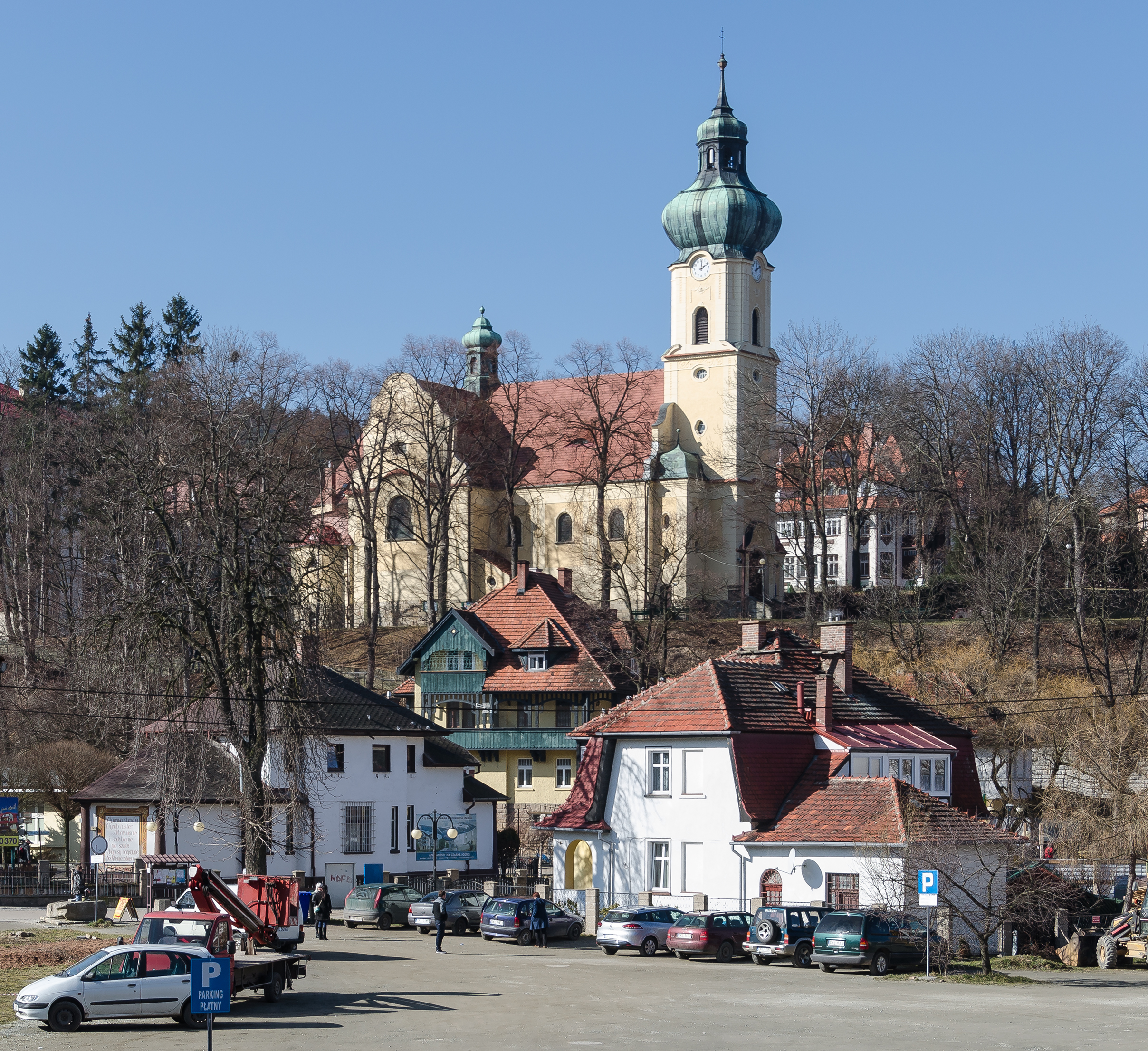
Pfarrkirche Mariä Himmelfahrt

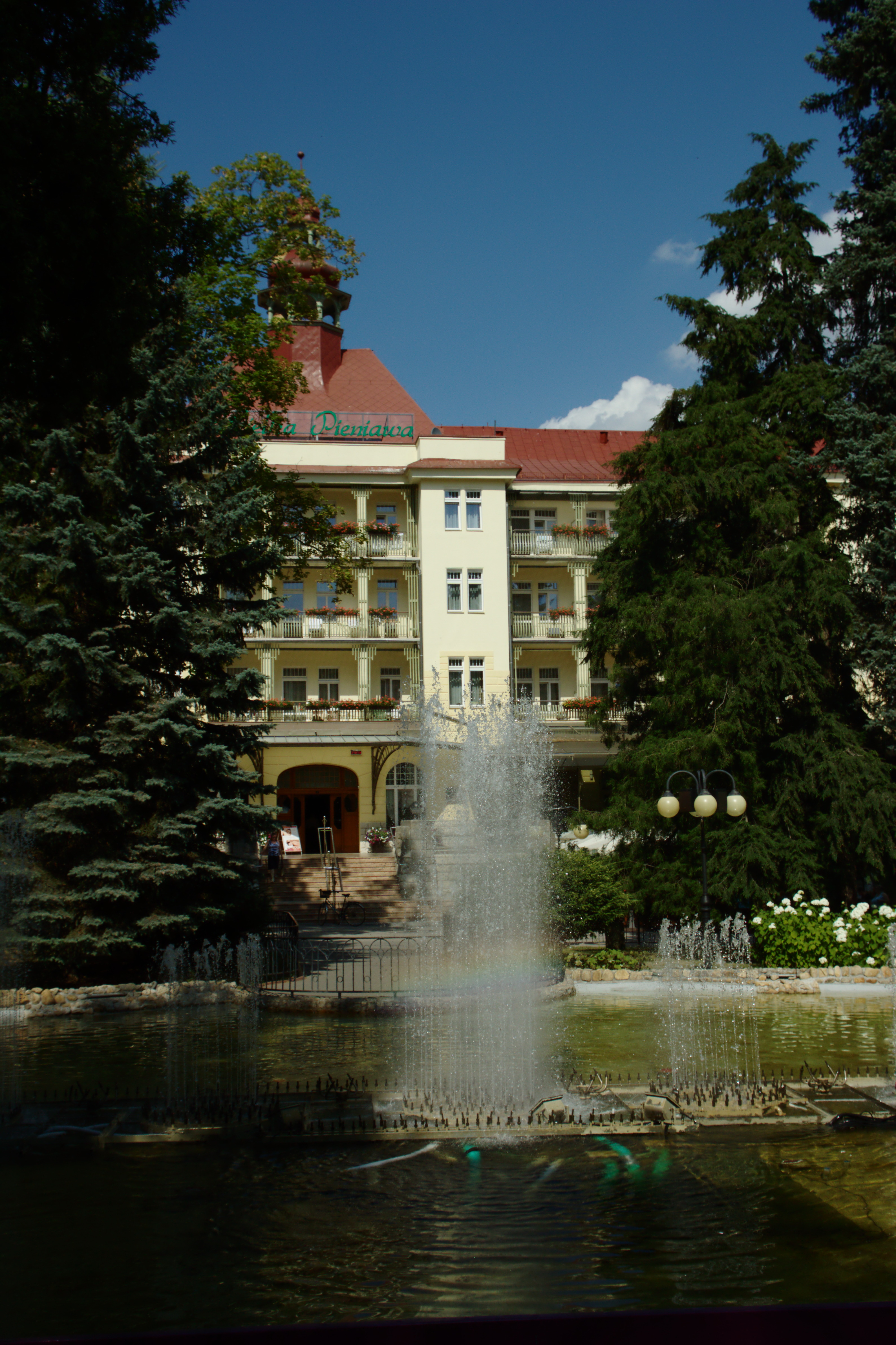
Sanatorium im Kurpark

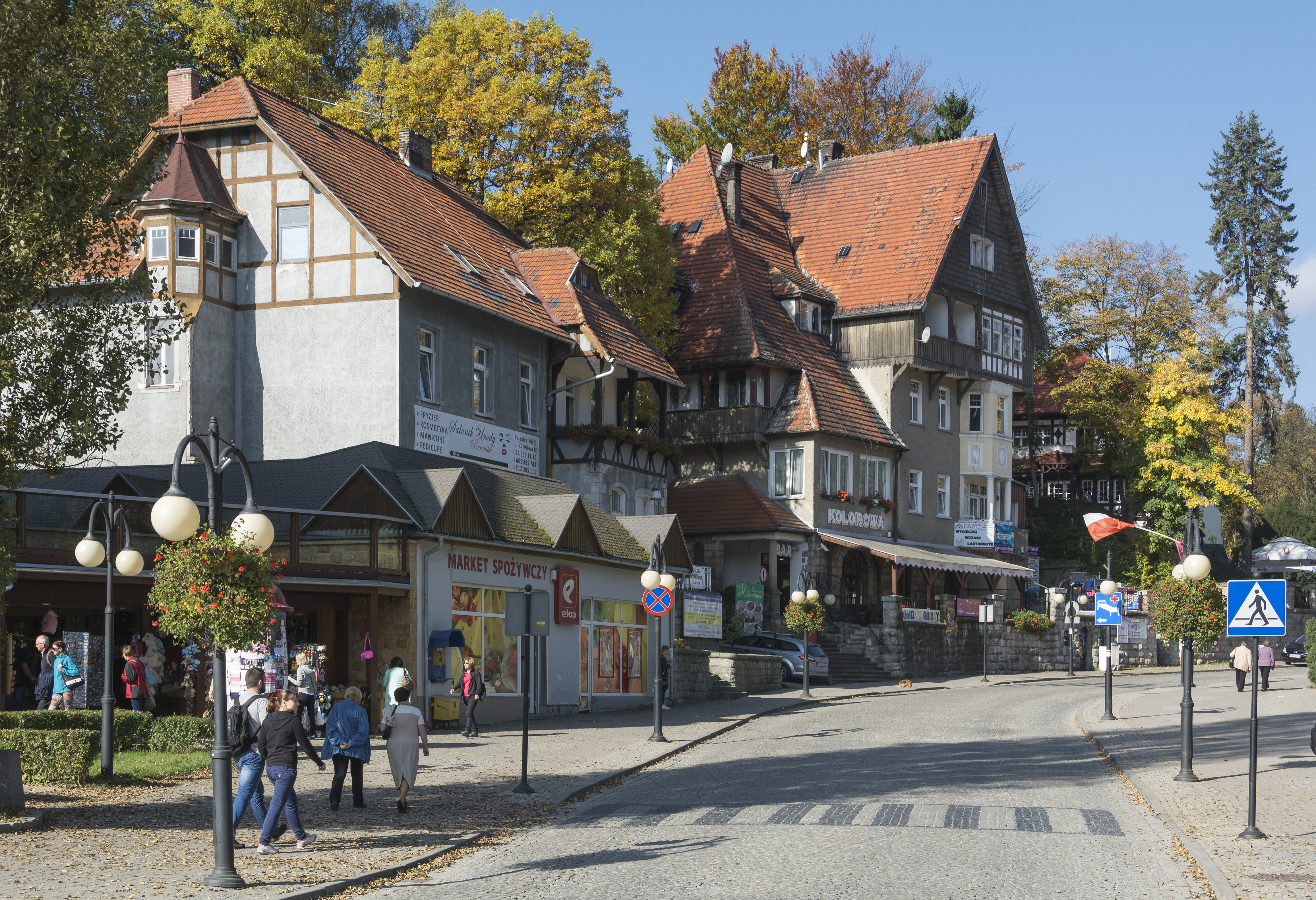
Straßenzug

Altheide wurde vermutlich in der zweiten Hälfte des 13. Jahrhunderts gegründet und erstmals 1347 als „zu der Hayde“ als Besitz der Herren von Glaubitz (Glubos) erwähnt. Es gehörte von Anfang an zum Glatzer Land, mit dem es seine politische und kirchliche Zugehörigkeit teilte. 1556 entstand nördlich des Dorfes die Siedlung Neuheide; ab dieser Zeit wurde das bisherige Heyde als Altheide bezeichnet.
In der zweiten Hälfte des 15. Jahrhunderts war eine Hälfte des Dorfes im Besitz verschiedener Familien, zuletzt der Herren von Ullersdorf, die sie mit einer Mühle und sechs Häuslerstellen 1538 an die Stadt Glatz verkauften. Die der Familie Seidlitz von Lazan gehörende andere Hälfte des Dorfes war bereits 1494 an Herzog Heinrich d. Ä. von Münsterberg gefallen, der zugleich Graf von Glatz war. Er schenkte diese Besitzungen im selben Jahr dem Augustiner-Chorherrenstift Glatz, von dem es 1597 an das Glatzer Jesuitenkolleg überging. Dieses erweiterte den Besitz um einen Gutshof und weitere Siedlerstellen. Zugleich wurden die landwirtschaftlichen Methoden verbessert. Im Dreißigjährigen Krieg wurde Altheide 1645 durch die Schweden zerstört. 1650 errichteten die Jesuiten ein Haus, das als Erholungsstätte für Ordensangehörige diente. Nach einem Brand wurde es 1706–1707 wieder aufgebaut und zu einem Schlösschen erweitert.
Nach dem Ersten Schlesischen Krieg 1742 und endgültig mit dem Hubertusburger Frieden 1763 fiel Altheide zusammen mit der Grafschaft Glatz an Preußen, das nach der Aufhebung des Jesuitenordens 1783 den jesuitischen Grundbesitz enteignete. Das Altheider Stiftsgut wurde 1788 an den preußischen Staatsminister Friedrich Wilhelm Graf von Reden veräußert. Nach der Neugliederung Preußens gehörte Altheide seit 1815 zur Provinz Schlesien und war ab 1816 dem Landkreis Glatz eingegliedert, mit dem es bis 1945 verbunden blieb. 1827 verkauften die Reden’schen Erben die Altheider Besitzungen an den Glatzer Kaufmann Josef Grolms, der 1828 die ersten bescheidenen Badeeinrichtungen einrichtete. Nach weiteren kurzfristigen Besitzerwechseln wurde in der zweiten Hälfte des 19. Jahrhunderts der Badebetrieb weiter ausgebaut. 1874 wurde der Amtsbezirk Altheide gebildet, zu dem auch die Landgemeinden Altheide und Neuheide sowie der Gutsbezirk Alt Heide gehörten. Mit dem Anschluss an die Bahnstrecke Glatz-Rückers im Jahre 1890 stieg die Zahl der Kurgäste und Erholungssuchenden deutlich an.
Die Blütezeit von Altheide begann 1904, als der Breslauer Brauereibesitzer Georg Haase das Bad erwarb. Durch nachfolgende Investitionen wandelte sich das Dorf Altheide zu einem modernen Kurort. Das Neue Kurhaus und rund 30 Villen wurden vom Glatzer Bauunternehmer Andreas Ernst entworfen und errichtet. Neben einem starken wirtschaftlichen Aufschwung nahm auch die gesellschaftliche Bedeutung zu. Mit der Stromversorgung, dem Straßen- und Wegebau, der Anlage von Wanderwegen und dem Bau von Sportstätten sowie einer katholischen und einer evangelischen Kirche wurde eine neue Infrastruktur geschaffen, die die Grundlage für die weitere wirtschaftliche Entwicklung und den Wohlstand der einheimischen Bevölkerung durch neu entstandene Arbeitsplätze bildete. Noch vor dem Ersten Weltkrieg wurde Altheide als Herzheilbad eines der bekanntesten schlesischen Kurbäder, das sich in der Zwischenkriegszeit noch weiter entwickelte. Die Betriebsgesellschaft Badeverwaltung Altheide GmbH wandelte Haase Anfang 1923 unter Aufnahme weiterer Kapitalgeber in eine Aktiengesellschaft um, die als Altheide AG für Kur- und Badebetrieb firmierte. Besondere wirtschaftliche Bedeutung erlangte daneben die nach dem Ersten Weltkrieg gegründete Glasfabrik Kristallglas-Hüttenwerke Franz Wittwer, in der bis 1929 der Glaskünstler Konrad Tag als Graveur tätig war. 1925 wurde die Landgemeinde Altheide in Altheide Bad umbenannt und 1929 ebenfalls der Amtsbezirk.
Im Zweiten Weltkrieg blieb Altheide von Zerstörungen verschont. Seine Sanatorien dienten teilweise als Kriegslazarette. Als Folge des Zweiten Weltkriegs fiel Altheide Bad zusammen mit dem größten Teil Schlesiens 1945 unter polnische Verwaltung. Es wurde zunächst in Puszczyków-Zdrój bei der Erhebung zur Stadt umbenannt. Die Eisenbahnverwaltung gab dem Bahnhof den Namen Wrześniów, abgeleitet vom Wort „wrzos“ (Heidekraut, Heide). Am 19. Mai 1946 wurde der Name offiziell als Polanica-Zdrój, abgeleitet vom Wort „polana“ (weiträumige Landschaft mit wenig Baumwuchs, aber mit vielen Zwergsträuchern, Flechten und Moosen) eingeführt. Die deutsche Bevölkerung wurde, soweit sie nicht schon vorher geflohen war, von der örtlichen polnischen Verwaltungsbehörde weitgehend vertrieben. Die neu angesiedelten Bewohner kamen zum Teil aus Ostpolen, das an die Sowjetunion gefallen war. Erster polnischer Bürgermeister wurde Kazimierz Dąbrowski. Ab den 1950er Jahren entwickelte sich Polanica-Zdrój zu einem beliebten Kur- und Ferienort. Bis 1974 gehörte es zur Woiwodschaft Breslau und danach bis 1998 zur Woiwodschaft Wałbrzych (Waldenburg).

## Kurgeschichte

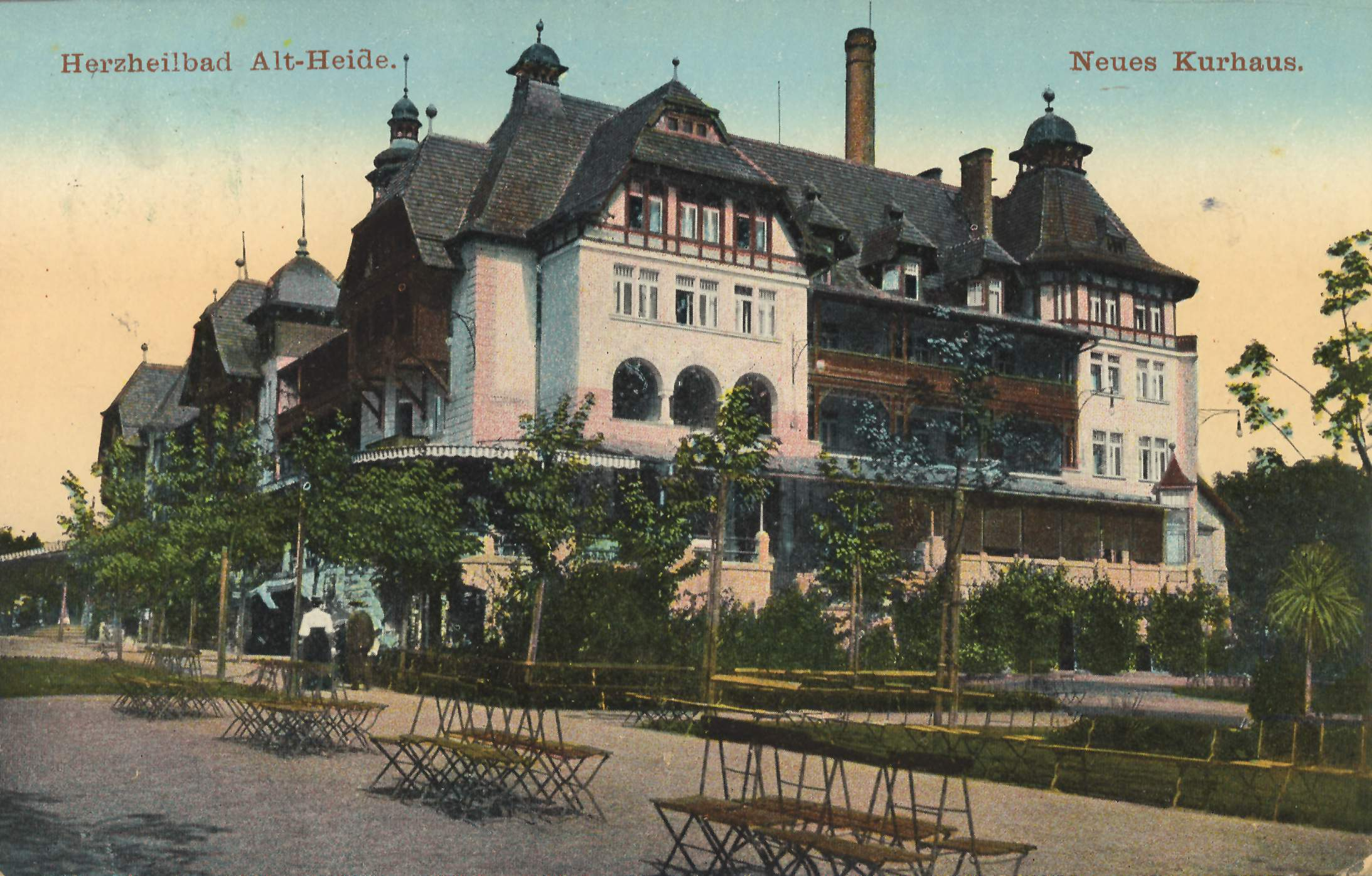
Neues Kurhaus (entworfen und erbaut von Andreas Ernst; heute Sanatorium Wielka Pieniawa), 1912

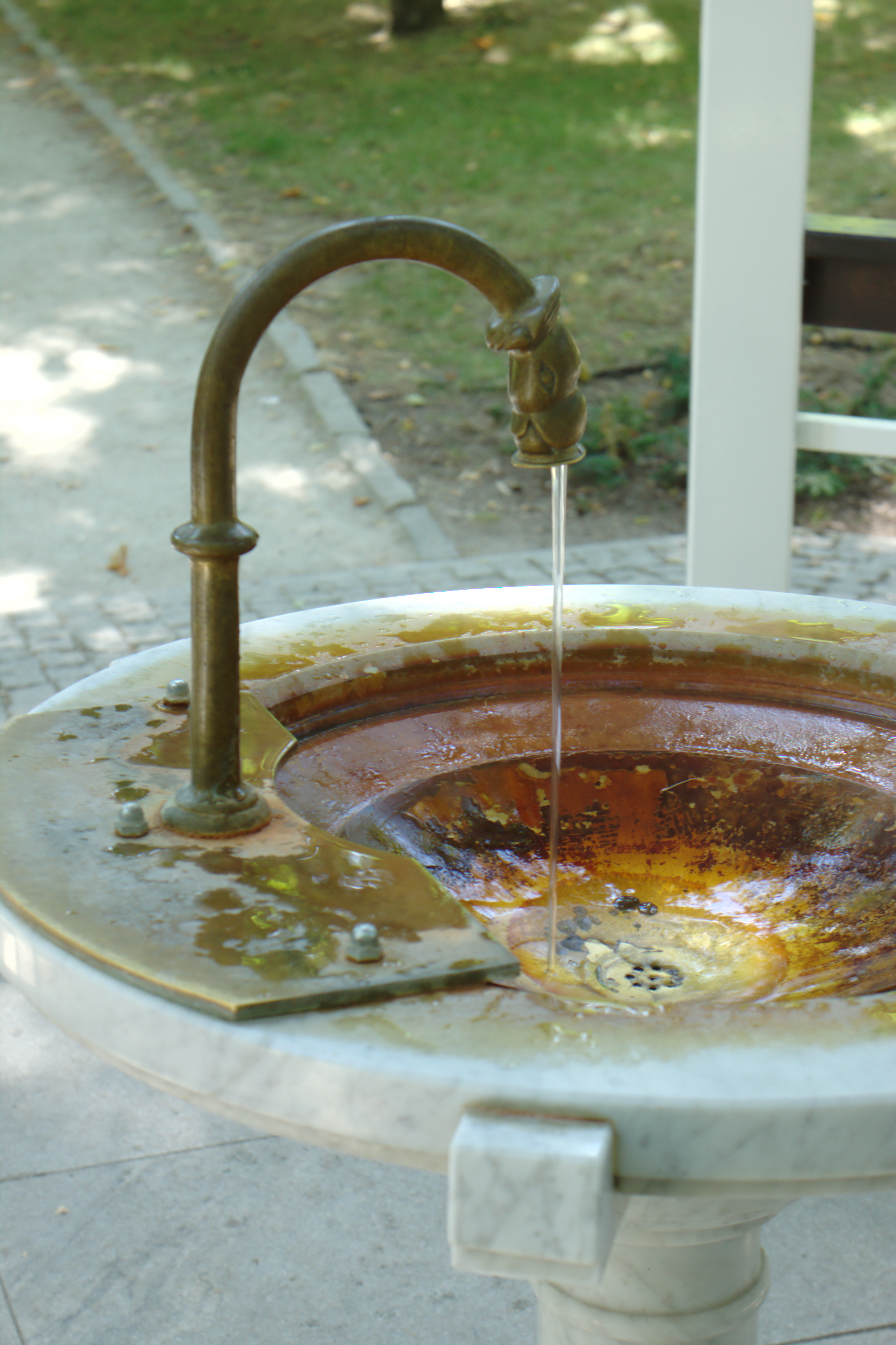
Mineralquelle

Obwohl die Altheider Sauerbrunnen schon 1625 durch den Glatzer Geschichtsschreiber Georg Aelurius in seiner Glaciographia oder Glaetzische Chronica aus dem Jahre 1625 beschrieben wurden, konnten sie erst im 19. Jahrhundert erschlossen werden. Der Besitzer Josef Grolms errichtete 1828 ein hölzernes Badehaus mit acht Badewannen. 1904 wurden zwei neue Quellen erbohrt. In kurzer Zeit entstanden moderne Bade- und Parkanlagen, ein Sanatorium, zahlreiche neue Pensionen und das mondäne Kurhaus (heute Wielka Pieniawa). Nach dem Ersten Weltkrieg wurden die Wandel- und Trinkhalle, ein neues Badehaus, das Kurtheater, das Kleine Kurhaus und das Kurkasino errichtet.
Besondere Verdienste um die Entwicklung des Bades erwarb sich der langjährige Kurdirektor und spätere Hauptmiteigentümer Georg Berlit (1878–1946), der ein Sohn des Bäderunternehmers und Gründers des Luftkurortes Hochwaldhausen Jean Berlit war. Durch die Einberufung von Ärztekommissionen und die Durchführung von Wasseranalysen wies Georg Berlit die Bedeutung der Mineralquellen nach. Durch eine groß angelegte Werbekampagne machte er Altheide in Deutschland und im Ausland bekannt. Während seiner Amtszeit von 1907 bis 1945 stieg die Zahl der Kurgäste von 1000 auf 16.000 pro Jahr an.
Als einziger Kurort im deutschen Sprachraum hatte Altheide ab 1925 die Bezeichnung Bad am Ende des Namens, so dass die amtliche Bezeichnung Altheide-Bad lautete. Nach dem Zweiten Weltkrieg wurde der Kurbetrieb in Polanica-Zdrój nach kurzer Zeit wieder aufgenommen.

## Sehenswürdigkeiten

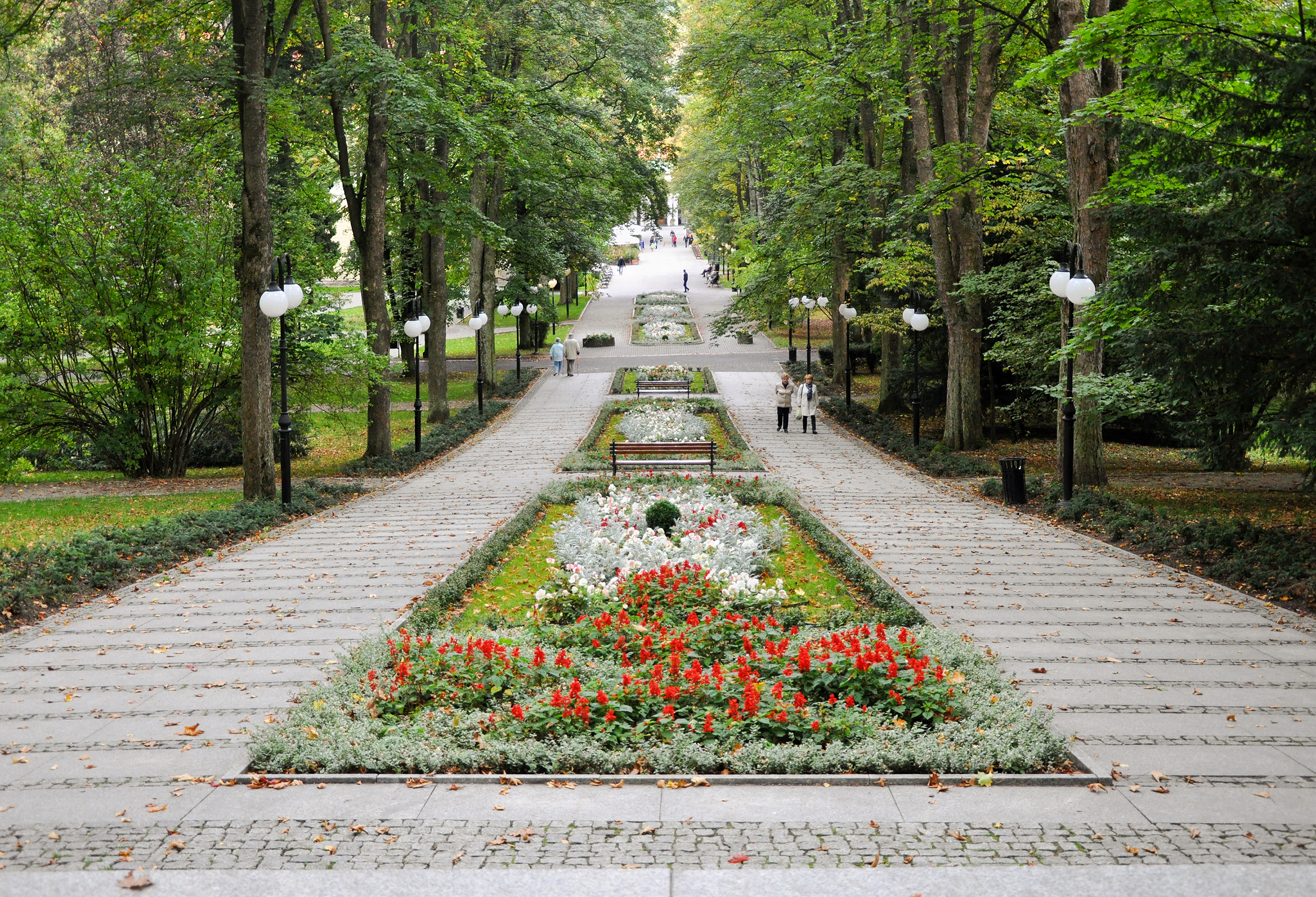
Promenade im Kurpark